# 同相雙四角台塔
在几何学里, 同相雙四角台塔是约翰逊多面体之一(J28)。正如其名字所暗示的,它可以通过把两个正四角台塔(J4)的八边形面合在一起来创造。也可以把一个异相双四角台塔(J29)的一个正四角台塔旋转45度来得到。
同相雙四角台塔是同相双n角台塔家族的第二个。
可以在同相雙四角台塔的两个正四角台塔间加入一个八角柱来构成一个小斜方截半立方体,或者拿掉一个不规则六角柱来创造一个双四角锥柱(J15)。

## 体积，表面积
棱长为a的同相雙四角台塔的表面积（A）和体积（V）
{\displaystyle V=(2+{\frac {4{\sqrt {2}}}{3}})a^{3}\approx 3.88562...a^{3}}
{\displaystyle A=2(5+{\sqrt {3}})a^{2}\approx 13.4641...a^{2}}